# Christian von Hessen-Kassel (1622–1640)
Christian von Hessen-Kassel (* 5. Februar 1622 in Kassel; † 14. November 1640 in Bückeburg) war ein landgräflicher Prinz aus der Linie Hessen-Kassel des Hauses Hessen.

## Leben

### Herkunft und Familie
Christian war ein Sohn des Landgrafen Moritz von Hessen-Kassel (1572–1632) aus dessen zweiter Ehe mit Juliane von Nassau-Dillenburg (1587–1643) und wuchs zusammen mit seinen Geschwistern Philipp (1604–1626), Agnes (1606–1650, Fürstin von Anhalt-Dessau), Hermann (1607–1658), Juliane (1608–1628), Sabine (1610–1620), Magdalene (1611–1671, ⚭ Erich Adolf von Salm-Reifferscheid), Moritz (1614–1633), Sophia (1615–1670, ⚭ Graf Philipp von Schaumburg-Lippe), Friedrich (1617–1657), Ernst (1623–1693), Christine (1625–1626), Philipp (1626–1629) und Elisabeth (1628–1633) auf.
Aus der ersten Ehe des Landgrafen Moritz mit Agnes zu Solms-Laubach stammten die Kinder Otto (1594–1617,⚭ 1613 Katharina Ursula von Baden-Durlach (1593–1615), ⚭ 1617 Agnes Magdalene von Anhalt-Dessau (1590–1626)), Elisabeth (1596–1625, ⚭ 1618 Herzog Johann Albrecht II. von Mecklenburg-Güstrow (1590–1636)), Moritz (1600–1612) und Wilhelm V. (1602–1637, Landgraf von Hessen-Kassel ⚭ 1619 Amalie Elisabeth von Hanau-Münzenberg (1602–1651)).

### Wirken
Christian erlebte seine Kindheit in den Wirren des Dreißigjährigen Krieges und erfuhr dennoch eine sorgfältige Erziehung. So führte ihn 1636 eine Bildungsreise nach England, Frankreich, in die Niederlande und die Schweiz sowie nach Italien. Bei seiner Rückkehr nach Deutschland kam er in Breisach zu den Truppen des Bernhard von Sachsen-Weimar. Hier wollte er in dessen Streitkräfte eintreten, doch mit dem Tod des Herzogs im Jahre 1639 gingen seine Pläne nicht in Erfüllung.
So kam er 1640 nach Stockholm, wo er von Königin Christina und Johan Axelsson Oxenstierna als Hauptmann bestallt wurde. Mit deren Empfehlungsschreiben kam er in das schwedische Hauptquartier in der Nähe von Bückeburg. Die Truppen bereiteten sich auf einen Angriff gegen den kaiserlichen General Piccolomini vor. Christian war hier Gast des Johan Banér, der  als Trinker berüchtigt war. Bei einem Gelage erlitt Christian eine Alkoholvergiftung, an deren Folgen er verstarb. Eine andere Quelle beschreibt, dass Christian zusammen mit anderen Offizieren einem Giftanschlag zum Opfer fiel. Offiziell wurde die Todesursache mit hitziges Fieber angegeben.
Am 15. Dezember 1640 fand er in der Kasseler Martinskirche seine letzte Ruhestätte.